# São José da Barra
São José da Barra är en kommun i Brasilien.   Den ligger i delstaten Minas Gerais, i den sydöstra delen av landet, 600 km söder om huvudstaden Brasília. Antalet invånare är 6 778.
Omgivningarna runt São José da Barra är huvudsakligen savann. Runt São José da Barra är det ganska glesbefolkat, med 24 invånare per kvadratkilometer.